# Menhir des Droits-de-l'Homme
Le menhir des Droits de l'Homme est un menhir situé sur la commune de Plozévet, dans le département du Finistère en France.

## Localisation
Le monument se trouve près de la plage de Canté, sur le territoire de la commune de Plozévet.

## Historique
Le 13 janvier 1797 s'engage un combat naval dans la Baie d'Audierne entre deux frégates anglaises, le HMS Indefatigable et le HMS Amazon, et un vaisseau de ligne français, le Droits de l'Homme, de retour d'une expédition en Irlande. La bataille se termine par l'échouage et la désagrégation du Droits de l'Homme sur un banc de sable au large de l'actuelle Plozévet. Environ 600 personnes du côté français sont mortes lors de cette bataille.
En 1840, une inscription est gravée sur un mégalithe en mémoire de cet événement par le major Elias Pipon, rescapé de la bataille. Le monument est rapidement protégé, puisque par arrêté du 25 novembre 1881, il est classé au titre des monuments historiques.

## Description
D'une hauteur de 5,5 mètres et d'une largeur de 1,2 mètre, le monument porte plusieurs inscriptions. Directement à même la pierre est gravé :

« ICI AUTOUR DE CETTE PIERRE DRUIDIQUE SONT INHUMÉS ENVIRON 600 NAUFRAGÉS DU VAISSEAU DES DROITS DE L'HOMME BRISÉ PAR LA TEMPÊTE LE 14 JANVIER 1797 LE MAJOR PIPON NÉ A JERSEY MIRACULEUSEMENT ÉCHAPPÉ A CE DÉSASTRE EST REVENU SUR CETTE PLAGE LE 21 JUILLET 1840, ET DÛMENT AUTORISÉ A FAIT GRAVER SUR LA PIERRE CE DURABLE TÉMOIGNAGE DE SA RECONNAISSANCE. A DEO VITA SPES IN DEO »

Une plaque en béton a été rajoutée en 1882 et porte la mention :

« Cette pierre, doublement consacrée par le temps et par l histoire, a été sauvée de la destruction l'an 1882, et classée parmi les monuments historiques. Jules Grévy, président de la République, Lagrange de Langres, préfet, Le Bail, maire »